# Hardy Rafn
Hardy Peter Vilhelm Rafn Jensen (født 17. september 1930 i Slagelse – død 23. januar 1997) var en dansk skuespiller.
Han blev uddannet på Det kongelige Teaters elevskole 1954-1956. Herefter turnerede han i provinsen og var 1957-58 ansat på Odense Teater. Fra 1960 og frem var har desuden ansat på en række københavnske teatre samt i perioder på Det Kongelige Teater. Hardy Rafn medvirkede i en række film og fik i sin mere end 40 år lange skuespillerkarriere også roller i både tv og radio.
På tv huskes han især fra serien Matador (1978-81), hvor han spillede den koleriske byrådssekretær Godtfred Lund, som hjælper Mads Skjern i en bestikkelsessag og siden begår underslæb ved at tømme Korsbæks kommunekasse. Han medvirkede på tv også i serien Een stor familie (1982-83).
Derudover havde Rafn rollen som den temperamentsfulde matematiklærer Aben i filmen Det forsømte forår (1993), hvorfra en særlig tragikomisk scene siden har fået øget kultstatus på internettet. I scenen ses Hardy Rafn som Aben, der i et raserianfald river en stikkontakt ud af væggen i vrede over en elevs forkerte løsning af en matematikopgave.

## Udvalgt filmografi

### Film
| År   | Titel                  | Rolle                        | Noter |
| ---- | ---------------------- | ---------------------------- | ----- |
| 1956 | Far til fire i byen    |                              |       |
| 1961 | Reptilicus             |                              |       |
| 1962 | Sømænd og svigermødre  |                              |       |
| 1964 | Måske i morgen         |                              |       |
| 1964 | Når enden er go'       |                              |       |
| 1966 | Der var engang         |                              |       |
| 1968 | Lille mand, pas på!    |                              |       |
| 1968 | Det kære legetøj       |                              |       |
| 1970 | Tintomara              |                              |       |
| 1970 | Ekko af et skud        |                              |       |
| 1972 | Præsten i Vejlby       |                              |       |
| 1973 | Mig og Mafiaen         |                              |       |
| 1974 | Pigen og drømmeslottet |                              |       |
| 1975 | Piger i trøjen         |                              |       |
| 1975 | Familien Gyldenkål     |                              |       |
| 1975 | Per                    |                              |       |
| 1980 | Øjeblikket             |                              |       |
| 1981 | Gummi-Tarzan           |                              |       |
| 1988 | Skyggen af Emma        |                              |       |
| 1991 | Europa                 |                              |       |
| 1992 | Sofie                  |                              |       |
| 1993 | Det forsømte forår     | matematiklæreren kaldet Aben |       |
| 1997 | Ørnens øje             |                              |       |

### Tv-serier
| År      | Titel            | Rolle                       | Noter |
| ------- | ---------------- | --------------------------- | ----- |
| 1975-79 | Matador          | byrådssekretær Godfred Lund |       |
| 1982-83 | Een stor familie | personalechef Siliam        |       |